# Umm an-Nar
Umm an-Nar är namnet på en ö och fornminnesplats sydost om Abu Dhabi i Förenade arabemiraten. Fornminnesplatsen Umm an-Nar, som består av en bosättning och en gravplats, har fått ge namn åt den bronsålderskultur som existerade mellan 2600 och 2000 f.Kr och sträckte sig över Förenade arabemiraten och norra Oman.
Platsen är väl skyddad men dess läge mellan ett raffinaderi och ett känsligt militärområde innebär att besöksmöjligheterna är begränsade. Myndigheter i Förenade arabemiraten arbetar för att förbättra tillgängligheten. En element i Umm an-Narkulturen är de cirkulära gravar som kännetecknas av väl avpassande stenar utåt och med kvarlevor efter flera människor i var och en.
Den 30 januari 2012 sattes Umm an-Nar uppsatt på Förenade arabemiratens tentativa världsarvslista

## Utgrävningar
Sju gravar av femtio och tre ruinområden efter forntida bosättningar undersöktes 1958 av en dansk arkeologiexpedition. Under deras första besök identifierade de några få synliga stenar sammanlagda vid några av stenhögarna. Året därpå (i februari 1959, tolv år före bildandet av Förenade arabemiraten) gjordes de första utgrävningarna  vid en av högarna på platån, nu kallad Grav I. Ytterligare två säsonger (1960 och 1961) genomfördes under vilka fler gravar grävdes ut, medan de sista tre säsongerna (1962/1963, 1964 and 1965) användes för att undersöka bosättningen.
De danska utgrävningarna på Umm an-Nar slutade 1965 men återupptogs 1975 av ett arkeologiteam från Irak. Under de irakiska utgrävningarna, som pågick en säsong, undersöktes en liten del av byn, därtill grävdes 5 gravar fram.
Mellan 1970 och 1972 restaurerade och rekonstruerade ett irakiskt lag lett av Shah Al Siwani, de danskutgrävda gravarna.

## Området
Den tidiga bosättningsfasen i regionen representeras av hundratals bikupeformade stengravar som vid utgrävningar gett keramikkärl av mesopotamiskt ursprung. Mittfasen omfattar två kulturer (Umm an-Nar och Wadi Suq). Wadi Suq-kulturen (2000-1600 f.Kr.) som följde efter den sofistikerade Umm an-Nar-kulturen innebar en nedgång. Den sista bronsåldersfasen (1600-1300 f.Kr) har bara vagt identifierats i form av några få bosättningar. Denna sista bronsåldersfas följdes av en boom då de underjordiska bevattningssystemet (falaj) introducerades i lokalsamhällena under järnåldern (1300-300 f.Kr).